# Leandro Euzébio
Leandro Euzébio, właśc. Leandro da Fonseca Euzébio (ur. 18 sierpnia 1981 w Cabo Frio) – brazylijski piłkarz, występujący na pozycji środkowego obrońcy.

## Kariera klubowa
Leandro Euzébio rozpoczął piłkarską karierę we Fluminense FC, którego jest wychowankiem w 2001. W kolejnych latach występował w klubach z niższych klas rozgrywkowych: Rio das Ostras FC, Bonsucesso Rio de Janeiro, Américe Belo Horizonte i Cabofriense Cabo Frio. W 2005 trafił do pierwszoligowego Cruzeiro EC. W Cruzeiro 15 maja 2005 w wygranym 3-1 meczu z Goiás EC Leandro Euzébio zadebiutował w lidze brazylijskiej. Z Cruzeiro zdobył mistrzostwo stanu Minas Gerais – Campeonato Mineiro w 2006.
W 2006 był wypożyczony do drugoligowego Náutico Recife, z którym awansował do brazylijskiej ekstraklasy. W latach 2007–2008 Leandro Euzébio był wypożyczony do japońskiego klubu Omiya Ardija. W lidze japońskiej Leandro zadebiutował 3 marca 2007 w przegranym 0-1 meczu z Gambą Osaka. Przez dwa lata rozegrał w J. League 58 spotkań, w których strzelił 3 bramki. Po powrocie został wypożyczony przez Cruzeiro do pierwszoligowego Goiás EC. Z Goiás zdobył mistrzostwo stanu Goiás – Campeonato Goiano.
Po wygaśnięciu kontraktu z Cruzeiro Leandro został zawodnikiem Fluminense. W barwach Flu zadebiutował 17 stycznia 2010 w wygranym 3-0 wyjazdowym meczu ligi stanowej z Americano FC. W sezonie 2010 Leandro zdobył mistrzostwo Brazylii. Leandro Euzébio walnie do niego się przyczynił, gdyż miał miejsce w podstawowym składzie Fluminense, czego dowodem jest rozegrane 35 spotkań, w których strzelił 5 bramek. Dotychczas w lidze brazylijskiej Leandro Euzébio rozegrał 93 spotkania, w których strzelił 8 bramek.